# 886
886 (DCCCLXXXVI) je bilo navadno leto, ki se je po julijanskem koledarju začelo na soboto.

## Dogodki
- 1. januar

## Smrti
- april - Abu Mašar, arabski astronom (* 787)
- 29. avgust - Bazilij I. Makedonec, bizantinski cesar (* 811)